# Gaaden
Obec Gaaden leží v okrese Mödling v severní části Vídeňského lesa na úpatí Anningeru.

## Geografie
Obec leží v rozšířeném údolí, které odvodňuje Mödlingbach. Technicky leží na Mödlingské silnici B11. Snadná dosažitelnost obce je přes vídeňský vnější dálniční okruh A21, do Sparbachu a Heiligenkreuz, kde je nájezd. Veřejnou dopravou je zejména autobusové spojení do Mödlingu.
Každodenní vyřizování životních potřeb je v Mödlingu, ačkoliv Baden není také příliš vzdálený.

### Členění obce
K obci patří ještě katastrální území Anningerforst, která není žádnou obcí a je většinou lesním území s dolomitovými skálami, Také Dreidärrischenhöhle leží v lesích.

### Sousedící obce
Na severu Wienerwald (obec), severovýchodně Mödling, na západě Heiligenkreuz, na východě Hinterbrühl, na jihu Pfaffstätten a na jihovýchodě Gumpoldskirchen.

## Historie
Obec byla roku 1130 poprvé uvedena v dokumentech. Během tureckých válek byla obec z větší části zničena.
Mnoho známých umělců zde strávilo léto, jako básník Ferdinand Raimund, který zde napsal svůj "Verschwender" a v 19. století odkryl sličný kraj Vídeňského lesa; malíři, hudebníci, básníci přicházeli sem a nalézali inspiraci pro svá díla. Mezi jinými je jmenován také malíř Ferdinand Waldmüller a básník Ferdinand Raimund. Raimund napsal zde roku 1833 své dílo "Verswender", jehož typickou figurkou byl gnaadenský zesnulý "Kraxenweibert". Ten byl symbolem pro lidi, kteří zde žili již po staletí ve vápenci a dřevě. Přímo uprostřed 19. století se razila pronikavá změna společenských poměrů. Se stavbou vídeňského okruhu bylo vápno a dřevo tolik potřebné a obci to přineslo hospodářský a společenský vzestup. V roce 1850 byl Gaaden vládním rozhodnutím založen jako obec.
Po anšlusu Rakouska v roce 1938 byla obec připojena k Vídni do 24. okresu. Teprve 1954 stala se opět samostatnou obcí pod Dolním Rakouskem.

### Vývoj počtu obyvatel
V roce 1971 bylo v obci 783 obyvatel, roku 1981 1000, 1991 1211, 2001 1435 a v roce 2006 zde žilo 1605 obyvatel.

## Politika
Starostou obce je Rainer Schramm, vedoucím úřadu Walter Resetarits.
V obecní radě je 19 křesel. Po obecních volbách 6. března 2005 získalo sdružení "Wir Gnaader" 11. ÖVP 7 a SPÖ 1 mandát. Dne 4. prosince 2007 složilo své mandáty 7 členů ÖVP a následně byla obecní rada rozpuštěna.
Po obecních volbách 13. dubna 2008 bylo 19 mandátú rozděleno takto: "Wir Gnaadwer" 13, ÖVP 4 a SPÖ 2.

## Hospodářství
Dříve byla obec Gaaden ryze místem žijící z lesního hospodářství. V okolí byly ale také vápencové lomy a vápenky. Existovala také pila na vodní pohon potoka Mödlingbachu.
Dnes je Gaaden čistě obytnou obcí s obyvateli s druhým bydlištěm ve Vídni. Je zde málo provozoven, jen menší kanceláře a zastoupení. Přesto je zde i dodneška několik řemeslnických živností, jako je například zámečnická dílna a dřevozpracující provoz.

## Kultura a výstavy
Čtyři nejdůležitější události jsou v Gaadenu, které se konají každoročně. Je to "Vesnická veselice", "Stavění máje", "Hasičské Heurigen" a "Hasičský míč". Navíc se najde každý rok ve vánoční době na adventním tržišti pořádaná "Gaadner Adventmeile" (skutečná délka je necelých 100 metrů). Tam se prezentují nejen politická seskupení, ale především také spolky a mnoho soukromníků. Dále je každou první neděli v měsíci populární muzejní kavárna v Gaadenském vlastivědném muzeu.
Roku 1986 byla založena Gaadenská dechovka a v roce 2009 čítá 33 činných členů. Mimo to existuje i mladá kapela.
Zvláštním vrcholem v Gaadenském kalendáři je také stálá divadelní skupina, na počátku vytvořená z Gaadenského pěveckého spolku.

## Osobnosti
- Nivard Schlögl (1864–1939) – znalec bible
- Karl Franz Rankl (1898–1968) – skladatel
- Alois Wiesinger (1885–1955) – v letech 1916/1917 farář v Gaadenu, pozdější opat kláštera Schlierbach.